# Bisdom Lomas de Zamora

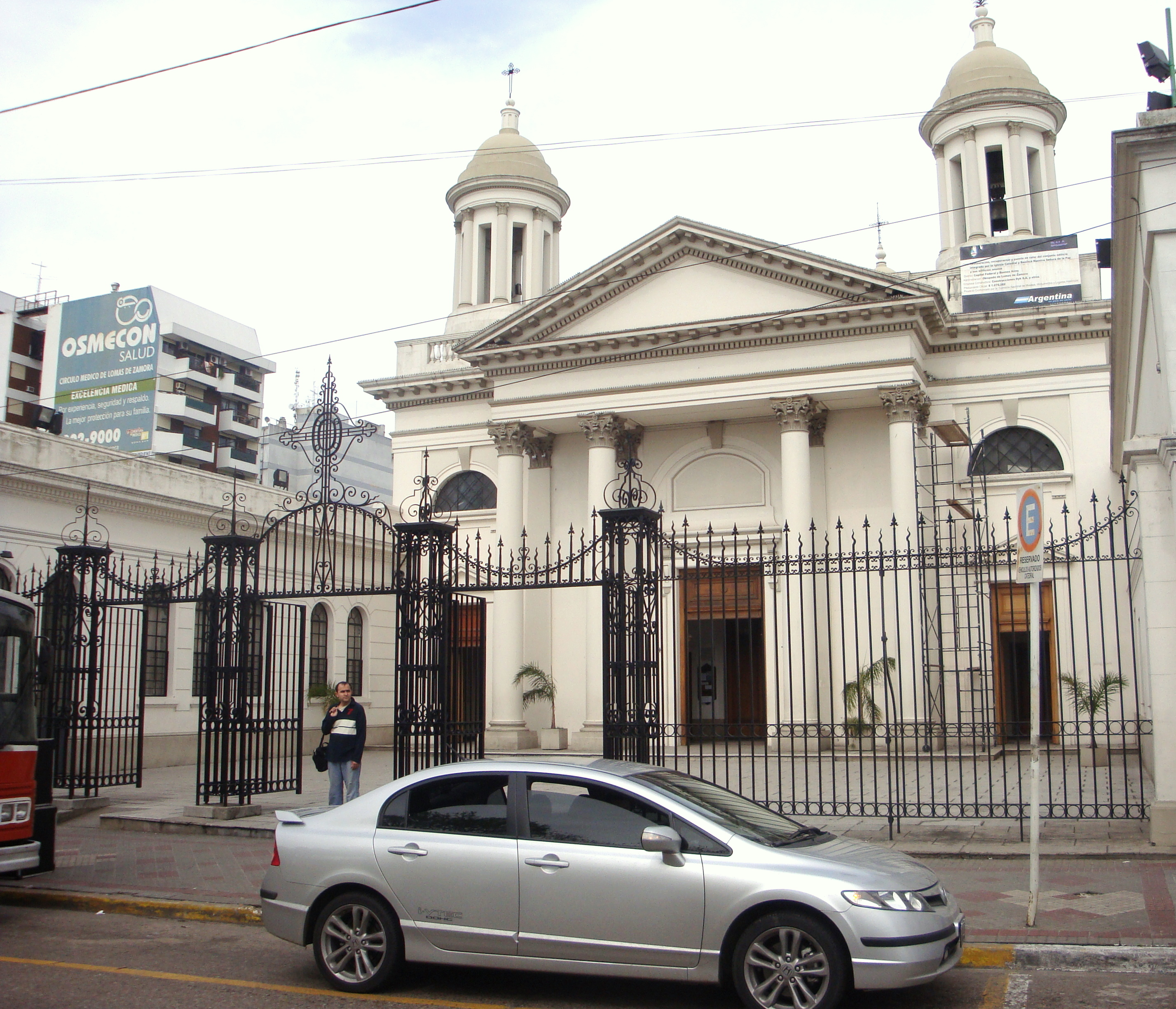
De kathedraal Nuestra Señora de La Paz van Lomas de Zamora

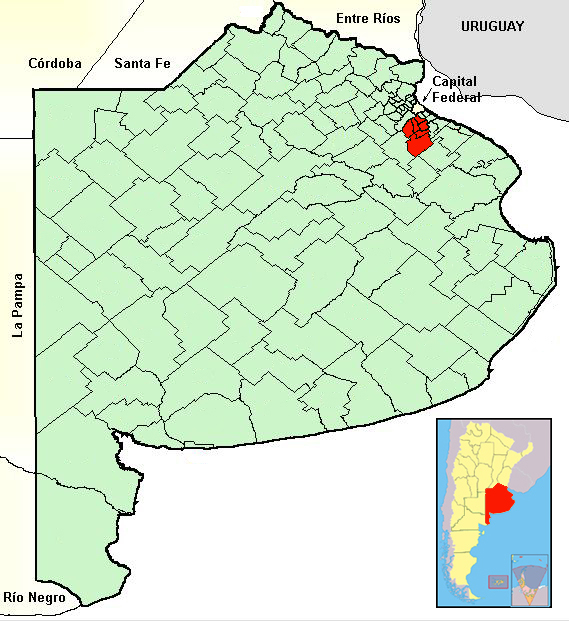
Het bisdom (rood) binnen de provincie Buenos Aires

Het bisdom Lomas de Zamora (Latijn: Dioecesis Clivi Zamorensis) is een rooms-katholiek bisdom met als zetel Lomas de Zamora in Argentinië. Het bisdom is suffragaan aan het aartsbisdom Buenos Aires. Het bisdom werd opgericht in 1957.
In 2019 telde het bisdom 61 parochies. Het bisdom heeft een oppervlakte van 1352 km2 en telde in 2019 2.635.000 inwoners waarvan 80,1% rooms-katholiek waren. 

## Bisschoppen
- Filemón Francisco Castellano (1957-1963)
- Alejandro Schell (1963-1972)
- Desiderio Elso Collino (1972-2001)
- Agustín Roberto Radrizzani, S.D.B. (2001-2007)
- Jorge Rubén Lugones, S.J. (2008-)

Buenos Aires (aartsbisdom) · Avellaneda-Lanús ·  Buenos Aires (Maronitisch) · Buenos Aires (Oekraïenisch) · Gregorio de Laferrere · Lomas de Zamora · Morón · Quilmes · San Isidro · San Justo · San Martín · San Miguel